# Kanton Saint-Avold-1
Saint-Avold-1 is een voormalig kanton van het Franse departement Moselle. Het kanton maakte deel uit van het arrondissement Forbach.
Op 1 januari 2015 werd het kanton opgeheven en de gemeenten werden opgenomen in een nieuw kanton Saint-Avold.

## Gemeenten
Het kanton Saint-Avold-1 omvatte de volgende gemeenten:
- Altviller
- Diesen
- Folschviller
- Porcelette
- Saint-Avold (deels, hoofdplaats)
- Valmont